# Errico Petrella
Errico Petrella (Palermo, 10 de diciembre de 1813 — Génova, 7 de abril de 1877) fue un compositor italiano, hoy casi olvidado, que sin embargo fue el compositor italiano de mayor éxito, solo superado por Verdi, durante los años 1850 y 1860.

## Biografía
Errico Petrella nació en Palermo. Ninguna de sus primeras obras, estrenadas entre diciembre de 1829 y 1839, fueron particularmente exitosas y hasta Il Carnevale di Venezia (estrenada en Nápoles, en el Teatro Nuovo, el 20 de mayo de 1851) no tuvo realmente notoriedad. Elena di Tolosa (Nápoles, Fondo, 12 de agosto de 1852) siguió ese éxito. Por último, en 1854, tomó el mundo operístico italiano con Marco Visconti (Nápoles, San Carlo, 1854). L'assedio di Leida (La Scala, 1856) fue su cuarto triunfo consecutivo, mientras que Ione (La Scala, 1858) fue un evento importante y se mantuvo en el repertorio hasta bien entrado el siglo XX. Ione  está basada en la novela de Edward Bulwer-Lytton ambientada durante la erupción del Vesubio en Pompeya.
Sus óperas durante la década de 1860, en general, fracasaron, con dos excepciones, La condesa d'Amalfi —que inspiró un cuento de Gabriele D'Annunzio (en "Le novelle della Pescara" (1902)), donde se narra la repercusión entre un público no habituado al género operístico de una representación de la obra de Petrella hacia el año 1865 —e I Promessi Sposi. Compuso 25 óperas y fue el autor principal del editor Lucca,  que intentó contraponerlo a Verdi, respaldado por la Casa Ricordi. Enfermo de diabetes, Petrella murió en la pobreza en Génova el 7 de abril de 1877.
Como conservador de la escuela napolitana, fue el compositor italiano de mayor éxito, solo superado por Verdi, durante los años 1850 y 1860. También se ganó el desprecio de este último por su crudeza compositiva y dramática, que, sin embargo, tuvo buena acogida en los escenarios. Petrella fue un compositor popular en su época, tanto de ópera bufa como de trabajos más serios. Su mejor ópera, Jone, tiene una fuerza melodramática y vitalidad considerables, y el estilo melódico de Petrella, aunque anticuado en comparación con las óperas de Verdi de la década de 1850, sigue siendo atractivo y su famosa marcha fúnebre aún figura en el repertorio de algunas bandas italianas y españolas, siendo frecuentemente interpretada en las procesiones de Semana Santa. 
Posiblemente debido a la desaprobación de Verdi, han pasado ya cerca de 50 años desde que cualquiera de las obras de Petrella se repusó completa en Italia. La única obra disponible en CD, de Jone, fue grabada en una representación que tuvo lugar en Caracas en 1981 y que fue repuesta, no en honor del compositor, sino porque se había dado en la temporada de apertura del Teatro Municipal de esa ciudad 100 años antes.

## Principales óperas
- Il diavolo color di rosa (Nápoles, 31 de diciembre de 1828);
- Le precauzioni ossia Il carnevale di Venezia (Nápoles, Teatro Nuovo, 11 de mayo de 1851);
- Elena di Tolosa (Nápoles, Teatro del Fondo, 12 de agosto de 1852);
- Marco Visconti (Nápoles, Teatro San Carlo, 9 de febrero de 1854);
- Elnava o L'assedio di Leida (Milán, Teatro alla Scala, 4 de marzo de 1856);
- Ione, o L'ultimo giorno di Pompei (Milán, Teatro alla Scala, 26 de enero de 1858);
- Il duca di Scilla (Milán, Teatro alla Scala, 24 de marzo de 1859);
- Virginia (Nápoles, Teatro San Carlo, 23 de julio de 1861);
- La contessa d'Amalfi (Turín, Teatro Regio, 8 de marzo de 1864);
- I promessi sposi (Lecco, Teatro Sociale, 2 de octubre de 1869);
- Manfredo (Nápoles, Teatro San Carlo, 24 de marzo de 1872);
- Bianca Orsini (Nápoles, Teatro San Carlo, 4 de abril de 1874).